# Spodnje Pobrežje
Spodnje Pobrežje – wieś w Słowenii, w gminie Rečica ob Savinji. W 2018 roku liczyła 74 mieszkańców.